# Vierkirchen
Vierkirchen là một đô thị ở huyện Dachau bang Bayern nước Đức. Đô thị Vierkirchen có diện tích 19,39 km², dân số thời điểm ngày 31 tháng 12 năm 2006 là người.